# サンセットゲームズ
サンセットゲームズは、ウォーゲーム・テーブルトークRPGの製作・出版や輸入販売を行う日本の企業である。
Columbia Games、The Gamers、Phalanx Games、OSGといったアメリカ・カナダなどの会社が出版したシミュレーションゲームを輸入・販売している。また、エポック社、SPI社、ホビージャパンなどが過去に販売していたシミュレーションゲームを復刻・販売している。
同社の代表である古角 博昭は、大阪に本部を置くゲームサークル「ミドル・アース」の会長も務めており、サンセットゲームズの起業もこのサークル活動に由来する。